# Machine de Turing
Pour les articles homonymes, voir Turing.

Fig. 1 : Une hiérarchie d'automates.

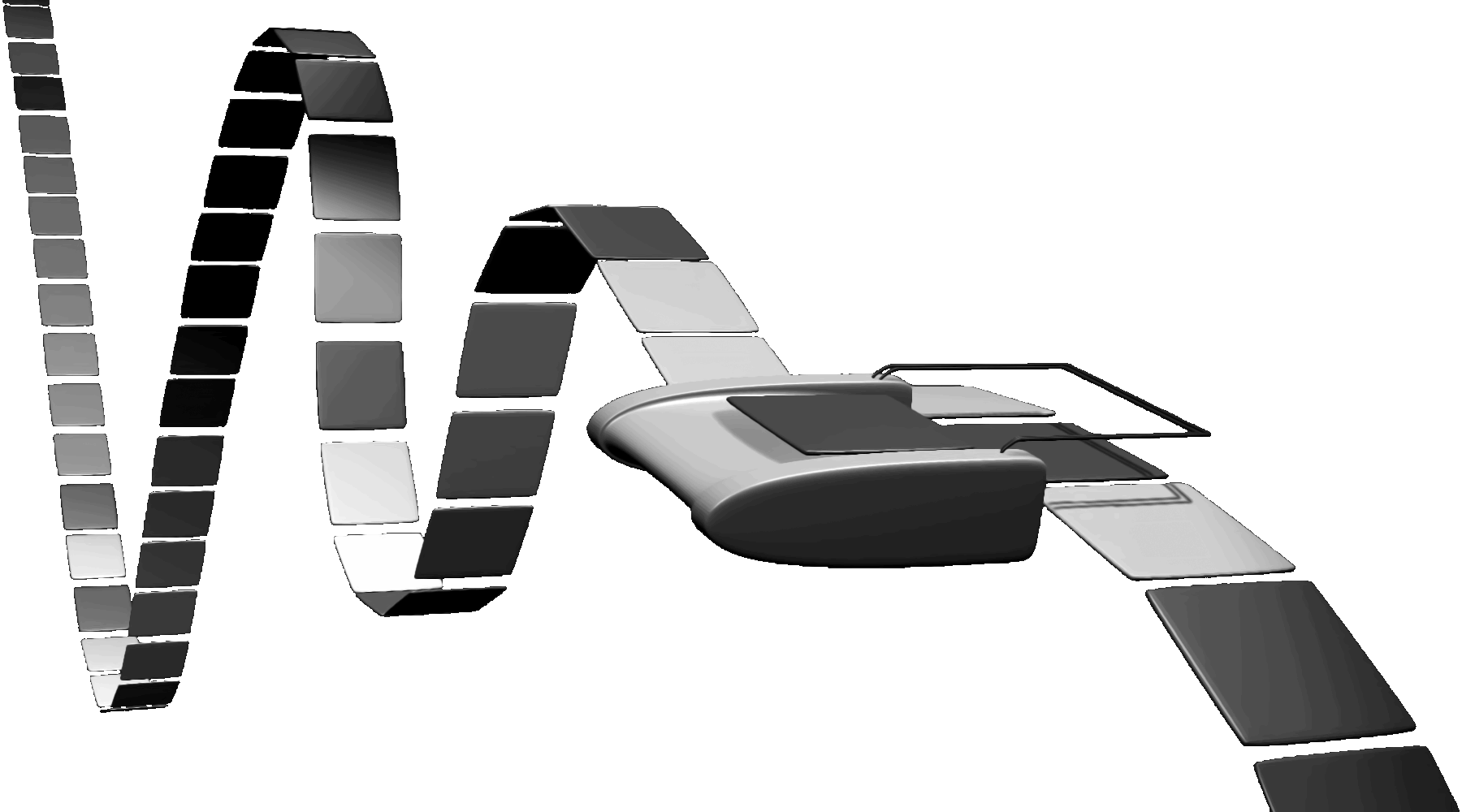
Fig. 2 : Vue d’artiste d’une machine de Turing : un ruban infini muni d'une tête de lecture/écriture. La machine dispose également d'une table de transition, non représentée sur l'image.

En informatique théorique, une machine de Turing est un modèle abstrait du fonctionnement des appareils mécaniques de calcul, tel un ordinateur. Ce modèle a été imaginé par Alan Turing en 1936, en vue de donner une définition précise au concept d’algorithme ou de « procédure mécanique ».
Il est toujours largement utilisé en informatique théorique, en particulier dans les domaines de la complexité algorithmique et de la calculabilité.
À l'origine, le concept de machine de Turing, inventé avant l'ordinateur, était censé représenter une personne virtuelle exécutant une procédure bien définie, en changeant le contenu des cases d'un ruban infini, en choisissant ce contenu parmi un ensemble fini de symboles. D'autre part, à chaque étape de la procédure, la personne doit se placer dans un état particulier parmi un ensemble fini d'états. La procédure est formulée en termes d'étapes élémentaires du type : « si vous êtes dans l'état 42 et que le symbole contenu sur la case que vous regardez est « 0 », alors remplacer ce symbole par un « 1 », passer dans l'état 17, et regarder maintenant la case adjacente à droite ».
La thèse de Church postule que tout problème de calcul fondé sur une procédure algorithmique peut être résolu par une machine de Turing. Cette thèse n'est pas un énoncé mathématique, puisqu'elle ne suppose pas une définition précise des procédures algorithmiques. En revanche, il est possible de définir une notion de « système acceptable de programmation » et de démontrer que le pouvoir de tels systèmes est équivalent à celui des machines de Turing (ils sont Turing-complets).

## Définition
Quoique son nom de « machine » puisse conduire à croire le contraire, une machine de Turing est un concept abstrait, c'est-à-dire un objet mathématique. Une machine de Turing comporte les éléments suivants :
1. Un ruban infini divisé en cases consécutives. Chaque case contient un symbole d'un alphabet fini donné. L'alphabet contient un symbole spécial appelé « symbole blanc » ('0' dans les exemples qui suivent), et un ou plusieurs autres symboles. Le ruban est supposé être de longueur illimitée vers la gauche et vers la droite, en d'autres termes la machine doit toujours avoir assez de longueur de ruban pour son exécution. On considère que les cases du ruban contiennent par défaut le « symbole blanc » ;
2. Une tête de lecture/écriture qui peut lire et écrire les symboles sur le ruban, et se déplacer vers la gauche ou vers la droite du ruban ;
3. Un registre d'état qui mémorise l'état courant de la machine de Turing. Le nombre d'états possibles est toujours fini, et il existe un état spécial appelé « état de départ » qui est l'état initial de la machine avant son exécution ;
4. Une table d'actions qui indique à la machine quel symbole écrire sur le ruban, comment déplacer la tête de lecture (par exemple « {\displaystyle \leftarrow } » pour une case vers la gauche, « {\displaystyle \rightarrow } » pour une case vers la droite), et quel est le nouvel état, en fonction du symbole lu sur le ruban et de l'état courant de la machine. Si aucune action n'existe pour une combinaison donnée d'un symbole lu et d'un état courant, la machine s'arrête.

## Définition formelle
Plusieurs définitions formelles proches les unes des autres peuvent être données d'une machine de Turing. L'une d'elles, relativement courante, est choisie ici. Une machine de Turing est un quintuplet {\displaystyle (Q,\Gamma ,q_{0},\delta ,F)} où :
- {\displaystyle Q} est un ensemble fini d'états ;
- {\displaystyle \Gamma } est l'alphabet de travail des symboles de la bande, contenant {\displaystyle B} un symbole particulier (dit blanc), {\displaystyle B\in \Gamma } ;
- {\displaystyle q_{0}} est l'état initial, {\displaystyle q_{0}\in Q} ;
- {\displaystyle \delta :Q\times \Gamma \to Q\times \Gamma \times \{\leftarrow ,\rightarrow \}} est la fonction de transition ;
- {\displaystyle F} est l'ensemble des états acceptants (ou finals[2], terminaux), {\displaystyle F\subseteq Q}.

Il s'agit d'un modèle de machine de Turing complète et déterministe ; i.e {\displaystyle \forall q\in Q,\forall \gamma \in \Gamma ,\delta (q,\gamma )} est définie et unique.
Les flèches dans la définition de {\displaystyle \delta } représentent les deux déplacements possibles de la tête de lecture/écriture, à savoir le déplacement à gauche et le déplacement à droite. La signification de cette fonction de transition peut être expliquée sur l'exemple suivant : 
{\displaystyle \delta (q_{1},x)=(q_{2},y,\leftarrow )} signifie que si la machine de Turing est dans l'état {\displaystyle q_{1}} et qu'elle lit le symbole {\displaystyle x}, alors elle écrit {\displaystyle y} à la place de {\displaystyle x}, va dans l'état {\displaystyle q_{2}}, puis déplace sa tête de lecture vers la gauche.
Le fonctionnement de la machine de Turing est alors le suivant : à chaque étape de son calcul, la machine évolue en fonction de l'état dans lequel elle se trouve et du symbole inscrit dans la case du ruban où se trouve la tête de lecture. Ces deux informations permettent la mise à jour de l'état de la machine grâce à la fonction de transition. À l'instant initial, la machine se trouve dans l'état {\displaystyle q_{0}}, et le premier symbole du ruban est l'entrée du programme. La machine s'arrête lorsqu'elle rentre dans un état terminal. Le résultat du calcul est alors le mot formé par les symboles successivement lus par la machine.
On peut contraindre un alphabet des entrées possibles {\displaystyle \Sigma } dans la définition. On peut ainsi travailler plus précisément sur cet alphabet en réservant certains symboles de l'alphabet complet {\displaystyle \Gamma } pour les étapes de calcul de la machine. En particulier, le symbole blanc {\displaystyle B} ne doit pas faire partie de l'entrée et peut donc définir la fin de cette dernière[pas clair].
Le premier exemple ci-dessous utilise une version très légèrement différente de machine de Turing dans laquelle une machine s'arrête si elle est dans un état terminal et qu'elle lit un certain caractère sur le ruban (ici le symbole blanc). Le deuxième exemple ci-dessous est le premier exemple historique donné par Turing dans son article de 1936 : c'est une machine qui ne s'arrête pas.

## Exemples

### Doubler le nombre de ‘1’
La machine de Turing qui suit possède un alphabet {‘0’, ‘1’}, ‘0’ étant le « symbole blanc ». On suppose que le ruban contient une série de ‘1’, et que la tête de lecture/écriture se trouve initialement au-dessus du ‘1’ le plus à gauche. Cette machine a pour effet de doubler le nombre de ‘1’, en intercalant un ‘0’ entre les deux séries. Par exemple, « 111 » devient « 1110111 ».

L’ensemble d’états possibles de la machine est {e1, e2, e3, e4, e5} et l’état initial est e1.

La table d’actions est la suivante :
| Ancien état | Symbole lu | Symbole écrit | Mouvement | Nouvel état |
| ----------- | ---------- | ------------- | --------- | ----------- |
| e1          | 0          | (Arrêt)       | (Arrêt)   | (Arrêt)     |
| e1          | 1          | 0             | Droite    | e2          |
| e2          | 1          | 1             | Droite    | e2          |
| e2          | 0          | 0             | Droite    | e3          |
| e3          | 1          | 1             | Droite    | e3          |
| e3          | 0          | 1             | Gauche    | e4          |
| e4          | 1          | 1             | Gauche    | e4          |
| e4          | 0          | 0             | Gauche    | e5          |
| e5          | 1          | 1             | Gauche    | e5          |
| e5          | 0          | 1             | Droite    | e1          |

L’exécution de cette machine pour une série de deux '1' serait (la position de la tête de lecture/écriture sur le ruban est inscrite en caractères gras et rouges) :

| Étape | État | Ruban |
| ----- | ---- | ----- |
| 1     | e1   | 1     |
| 2     | e2   | 01    |
| 3     | e2   | 010   |
| 4     | e3   | 0100  |

| Étape | État | Ruban |
| ----- | ---- | ----- |
| 5     | e4   | 0101  |
| 6     | e5   | 0101  |
| 7     | e5   | 0101  |
| 8     | e1   | 101   |

| Étape | État | Ruban |
| ----- | ---- | ----- |
| 9     | e2   | 1001  |
| 10    | e3   | 1001  |
| 11    | e3   | 10010 |
| 12    | e4   | 1001  |

| Étape | État    | Ruban |
| ----- | ------- | ----- |
| 13    | e4      | 10011 |
| 14    | e5      | 10011 |
| 15    | e1      | 11011 |
|       | (Arrêt) |       |

Le comportement de cette machine peut être décrit comme une boucle :
- Elle démarre son exécution dans l’état e1, remplace le premier 1 par un 0.
- Puis elle utilise l’état e2 pour se déplacer vers la droite, en sautant les 1 (un seul dans cet exemple) jusqu'à rencontrer un 0 (ou un blanc), et passer dans l'état e3.
- L’état e3 est alors utilisé pour sauter la séquence suivante de 1 (initialement aucun) et remplacer le premier 0 rencontré par un 1.
- L'état e4 permet de revenir vers la gauche jusqu’à trouver un 0, et passer dans l’état e5.
- L'état e5 permet ensuite à nouveau de se déplacer vers la gauche jusqu’à trouver un 0, écrit au départ par l’état e1.
- La machine remplace alors ce 0 par un 1, se déplace d’une case vers la droite et passe à nouveau dans l’état e1 pour une nouvelle itération de la boucle.

Ce processus se répète jusqu’à ce que e1 tombe sur un 0 (c’est le 0 du milieu entre les deux séquences de 1) ; à ce moment, la machine s’arrête.

### Calculer un tiers en binaire
Dans l'exemple qui suit, la machine de Turing possède un ruban vide et permet de construire la suite 01010101010101...
| Ancien état | Symbole écrit | Mouvement | Nouvel état |
| ----------- | ------------- | --------- | ----------- |
| a           | 0             | Droite    | b           |
| b           | 1             | Droite    | a           |

L’exécution de cette machine serait (la position de la tête de lecture/écriture sur le ruban est inscrite en caractères gras et magenta) :
| Étape | État | Ruban       |
| ----- | ---- | ----------- |
| 1     | a    | 0           |
| 2     | b    | 01          |
| 3     | a    | 010         |
| 4     | b    | 0101        |
| 5     | a    | 01010       |
| 6     | b    | 010101      |
| 7     | a    | 0101010     |
| 8     | b    | 01010101    |
| ...   | ...  | 01010101... |

Le comportement de cette machine peut être décrit comme une boucle infinie :
- Elle démarre son exécution dans l’état a, ajoute un 0 et se déplace à droite.
- Puis elle passe à l'état b, ajoute un 1 et se déplace à droite.
- Elle revient dans l'état a et réitère la première étape.

Cette machine est la contrepartie du calcul de un tiers dont l'écriture en binaire est 0,010101010101...; en effet dans le système binaire {\displaystyle 0.0101={\frac {1}{4}}+{\frac {1}{16}}} et 
{\displaystyle 0.01010101...=\sum _{k=1}^{+\infty }{\frac {1}{4^{k}}}={\frac {1}{4}}\sum _{k=0}^{+\infty }{\frac {1}{4^{k}}}={\frac {1}{4}}*{\frac {4}{3}}={\frac {1}{3}}}  soit un tiers écrit dans le système binaire.

### Trois exemples de programmes qui fonctionnent sur une machine avec 11 états.
1) Établir une bijection entre les entiers naturels et les points du plan de coordonnées entières et positives.
2) Inversion d'une chaîne de caractères en utilisant une suite de transpositions
3) Vérification de la conjecture de Collatz

## Machines de Turing universelles

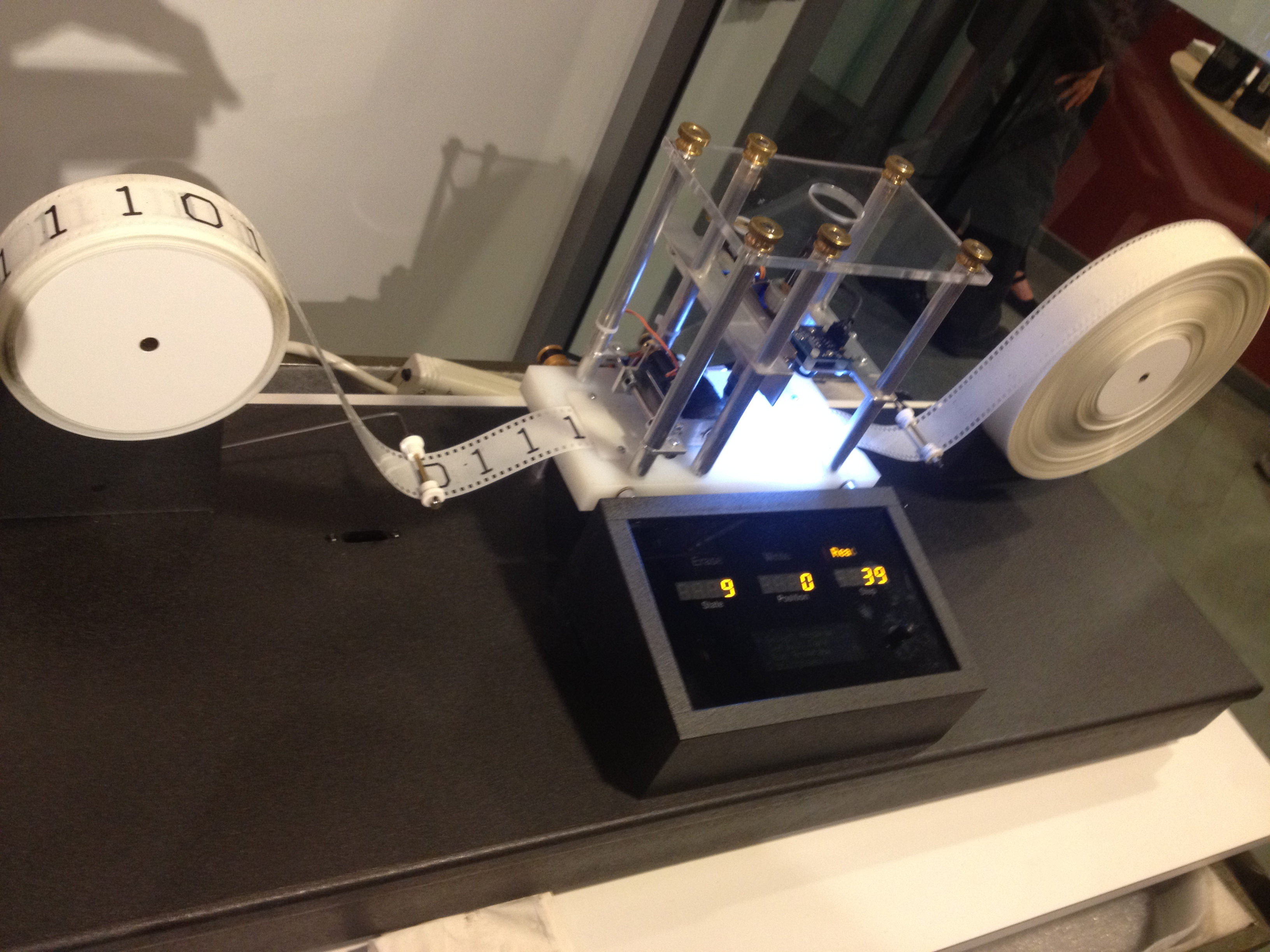
Un modèle de la machine de Turing.

Comme Alan Turing le montre dans son article fondateur, il est possible de créer une machine de Turing qu'on appelle « machine de Turing universelle » et qui est capable de « simuler » le comportement de n'importe quelle autre machine de Turing. « Simuler » signifie que si la machine de Turing universelle reçoit en entrée un codage d'une machine T et des données D, elle produit le même résultat que la machine T à laquelle on donnerait en entrée les données D.
Une machine de Turing universelle a la capacité de calculer tout ce qui est calculable : on dit alors qu'elle est Turing-complète. En lui fournissant le codage adéquat, elle peut simuler toute fonction récursive, analyser tout langage récursif, et accepter tout langage partiellement décidable. Selon la thèse de Church-Turing, les problèmes résolubles par une machine de Turing universelle sont exactement les problèmes résolubles par un algorithme ou par une méthode concrète de calcul.

## Réalisation d'une machine de Turing

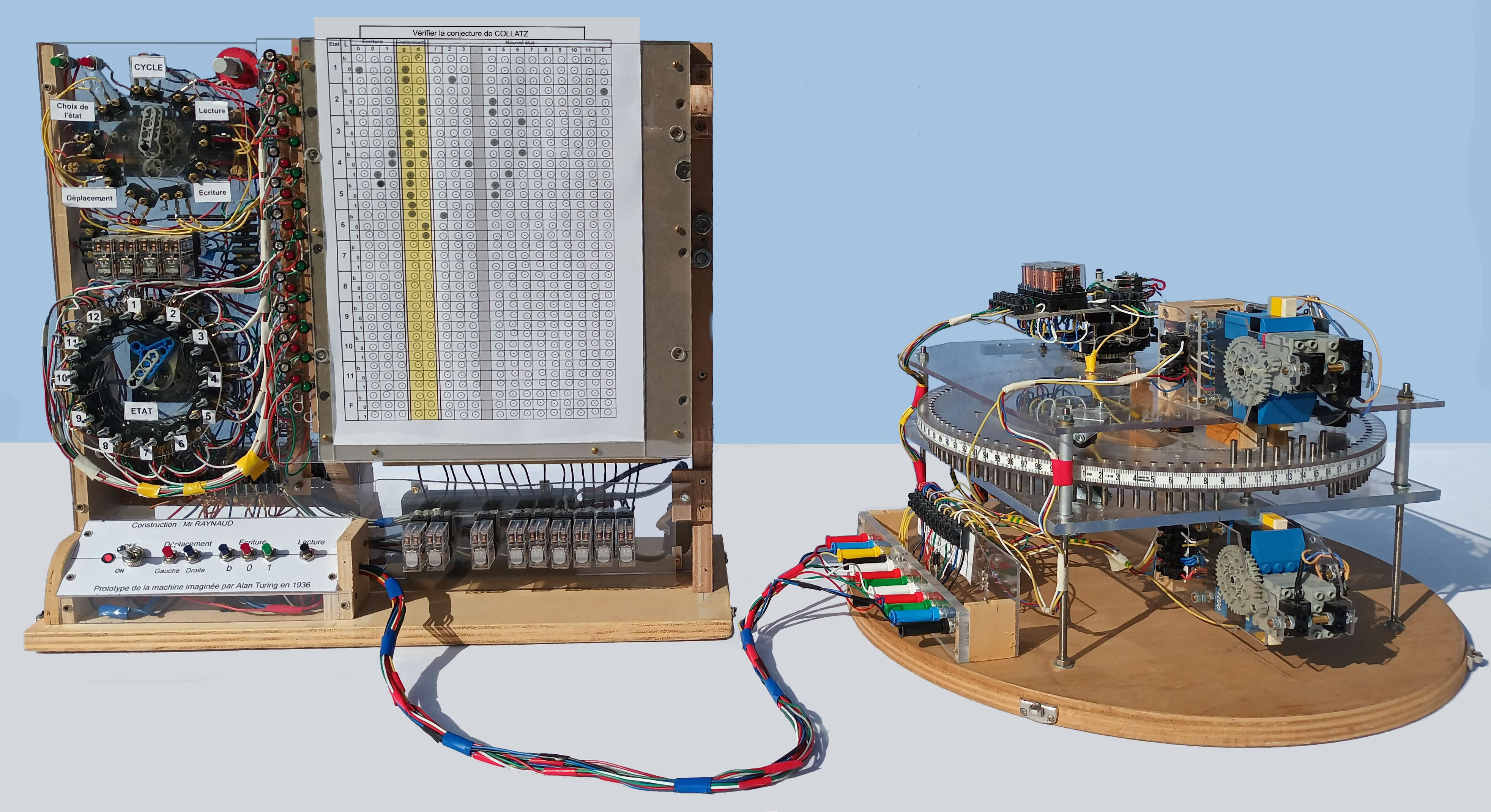
La machine de Turing de Marc Raynaud.Voir

Une machine de Turing est un objet de pensée : son ruban est infini, et donc la mémoire d'une machine de Turing est infinie. Une machine de Turing n'engendre jamais de débordement de mémoire, contrairement à un ordinateur dont la mémoire est finie. En oubliant ce problème de mémoire, on peut simuler une machine de Turing sur un ordinateur moderne.

Il est aussi possible de construire des machines de Turing purement mécaniques. La machine de Turing, objet de pensée, a pu ainsi être réifiée à de nombreuses reprises en utilisant des techniques parfois assez originales, dont voici quelques exemples.

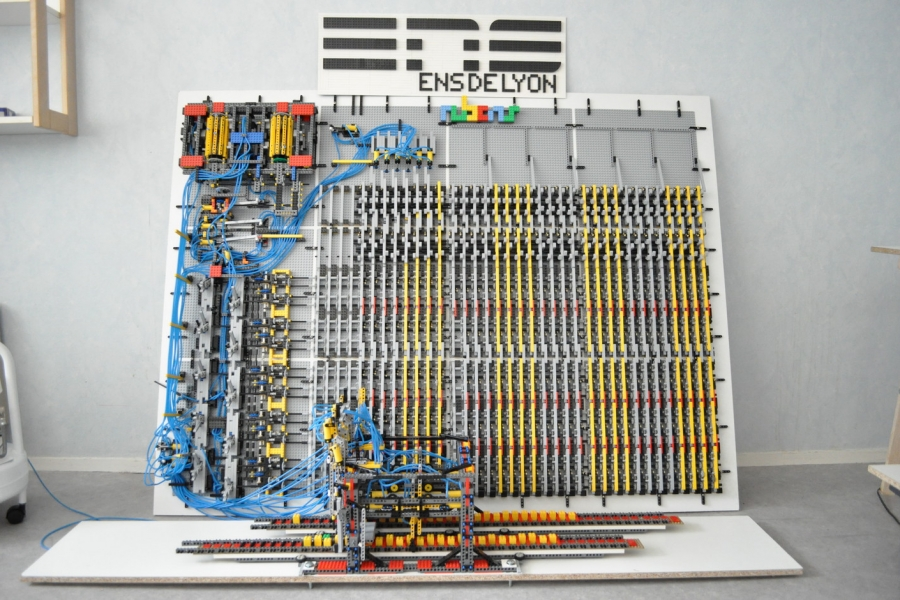
La machine de Turing en Lego créée à l’occasion du projet Rubens de l'ENS-Lyon.

- En avril 2011, Jim MacArthur a réalisé une machine de Turing mécanique compacte, à 5 symboles, avec des  billes comme support d'informations sur le ruban[5].
- En mars 2012, à l’occasion de l’année Turing (en), une équipe d'étudiants de l'École normale supérieure de Lyon a réalisé une machine de Turing entièrement faite de pièces Lego sans électronique[6],[7].
- En novembre 2013, Marc Raynaud élabore un prototype électromécanique de la machine de Turing à 3 symboles, 12 états et 100 cases sur le ruban. Il fonctionne à la fréquence de 1 Hertz[8]. Facilement transportable, ce prototype est utilisé régulièrement , dans le cadre de recherches algorithmiques, par des professeurs, des étudiants et des lycéens.
- En 2019, des chercheurs anglo-saxons réalisent une machine de Turing à l'aide d'un combo dans le jeu de cartes Magic : L'Assemblée[9].

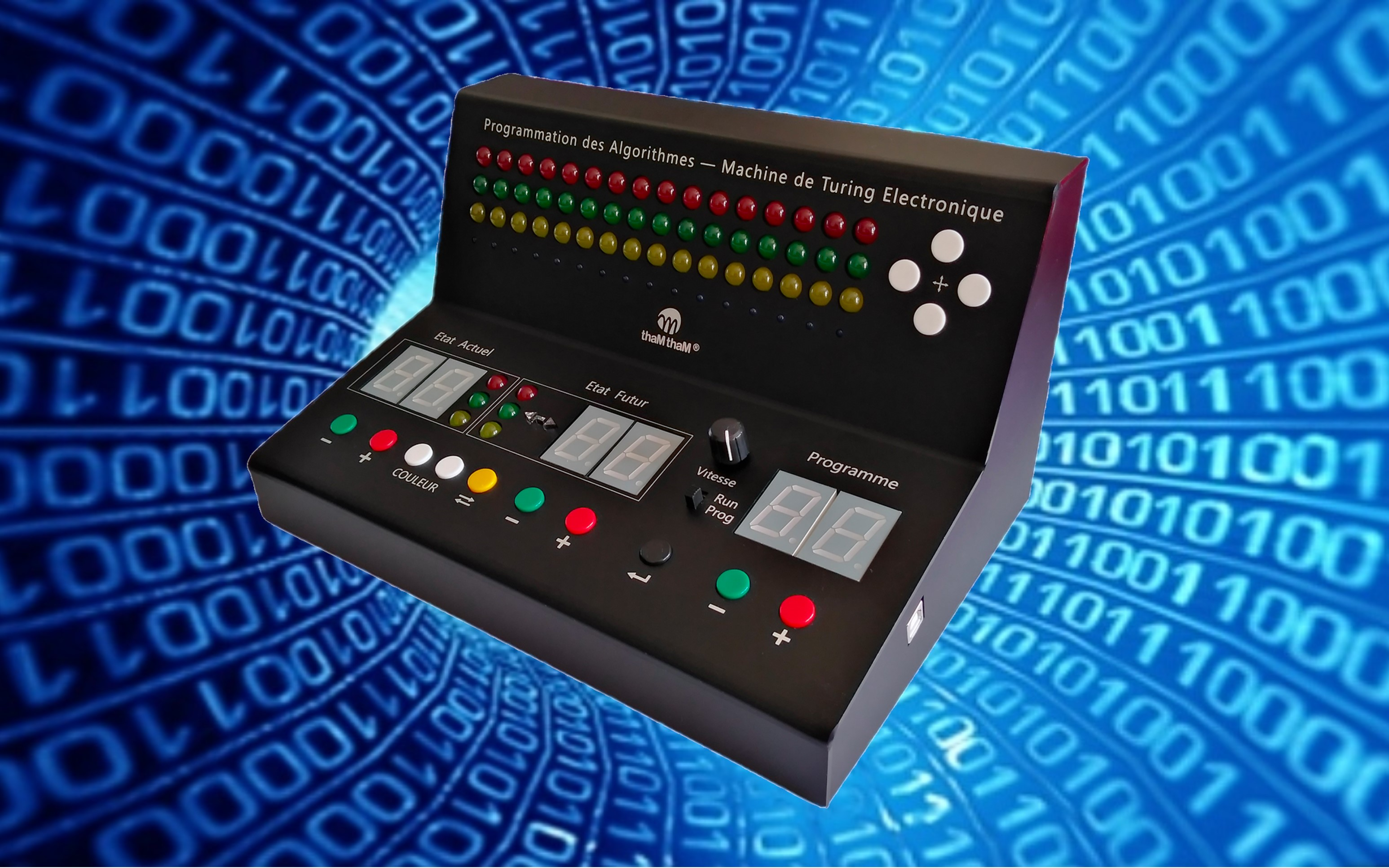
Machine de Turing programmable avec 3 symboles et au plus 12 états.

- En octobre 2020, une machine de Turing pédagogique conçue par Thierry Delattre (Dunkerque), programmable pour des algorithmes ayant au maximum 12 états et avec un alphabet de 3 symboles. 50 algorithmes peuvent être stockés en mémoire. Une version ayant 22 états et 8 symboles date de février 2021[10].